# Rothemühl
Rothemühl – gmina w Niemczech, wchodząca w skład Związku Gmin Torgelow-Ferdinandshof w powiecie Vorpommern-Greifswald, w kraju związkowym Meklemburgia-Pomorze Przednie.